# Moltitudine suina
Moltitudine suina è il secondo EP del gruppo Hardcore punk Affluente, pubblicato nel 1994.

## Tracce
1. Rinneghiamo Dio
2. Un posto chiamato "Me ne frego"
3. L'Italia ai negri
4. Bocche incolte
5. Forza Italia
6. Su la testa
7. Missione di piacere
8. Fantasmi della vita
9. Non soggetto al cambiamento